# Sju minuter efter midnatt
Sju minuter efter midnatt (engelska: A Monster Calls) är en mörk fantasydramafilm från 2016 i regi av Juan Antonio Bayona (i filmen krediterad som J. A. Bayona), med Lewis MacDougall, Sigourney Weaver, Felicity Jones, Toby Kebbell och Liam Neeson i huvudrollerna. Filmens manus är skrivet av Patrick Ness, som förövrigt är författaren bakom dess baserade källa, romanen Sju minuter över midnatt, som gavs ut under år 2011.
Filmen är visuellt slående, emotionellt kraftfull och rör teman som sorg, förlust och inre styrka. Den fick mycket beröm för sin stil, skådespelarinsatser (särskilt av Lewis MacDougall som spelar Conor, Felicity Jones som hans mamma, och Sigourney Weaver som hans mormor) och hur den hanterar tunga ämnen på ett respektfullt och fantasifullt sätt.

## Handling
Filmen handlar om en pojke vid namn Conor som kämpar med sin mammas allvarliga sjukdom, mobbning i skolan och känslor av ilska och skuld. En natt får han besök av ett enormt trädliknande monster (röst av Liam Neeson) som berättar tre berättelser för honom – och kräver att Conor ska berätta den fjärde sanningen själv.

## Rollista
| Lewis MacDougall  | – Conor O'Malley              |
| Sigourney Weaver  | – Mormor                      |
| Felicity Jones    | – Mamma                       |
| Toby Kebbell      | – Pappa                       |
| James Melville    | – Harry                       |
| Geraldine Chaplin | – Huvudlärare på Conors skola |
| Liam Neeson       | – Monstret                    |